# Amtsgericht Soldin
Das Amtsgericht Soldin war ein preußisches Amtsgericht mit Sitz in Soldin, Provinz Brandenburg.

## Geschichte
In Soldin bestand von 1849 bis 1879 das Kreisgericht Soldin im Sprengel des Appellationsgerichts Frankfurt a. d. Oder. Mit den Reichsjustizgesetzen wurden 1879 reichseinheitlich Amts-, Landes- und Oberlandesgerichte gebildet. Das königlich preußische Amtsgericht Soldin wurde mit Wirkung zum 1. Oktober 1879 als eines von 14 Amtsgerichten im Bezirk des Landgerichtes Landsberg a.W. im Bezirk des Kammergerichtes gebildet. Der Sitz des Gerichts war die Stadt Soldin. Sein Gerichtsbezirk umfasste den Kreis Soldin ohne die Teile, die den Amtsgerichten Berlinchen und Lippehne zugeordnet waren sowie aus dem Landkreis Landsberg der Amtsbezirk Berneuchen. Am Gericht bestanden 1880 zwei Richterstellen. Das Amtsgericht war damit ein mittelgroßes Amtsgericht im Landgerichtsbezirk.
Im Rahmen der Weltwirtschaftskrise wurden 60 Amtsgerichte als Folge von Sparverordnungen aufgehoben. Mit der Verordnung über die Aufhebung von Amtsgerichten vom 30. Juli 1932 wurden das Amtsgericht Lippehne zum 30. September 1932 aufgehoben und sein Sprengel zwischen den Amtsgerichten Soldin und Berlinchen aufgeteilt. Die Stadtgemeinde Lippehne und die Landgemeinden Adamsdorf, Batow, Dertzow, Grüneberg, Hauswerder, Hohenziethen, Karlshof, Kraazen, Kremlin, Mellenthien und Pitzerwitz kamen so zum Amtsgericht Soldin.
Im Jahre 1945 wurde der Sprengel des Gerichtes unter polnische Verwaltung gestellt. Das Amtsgericht Soldin musste entsprechend seine Tätigkeit einstellen.